# 李承潤

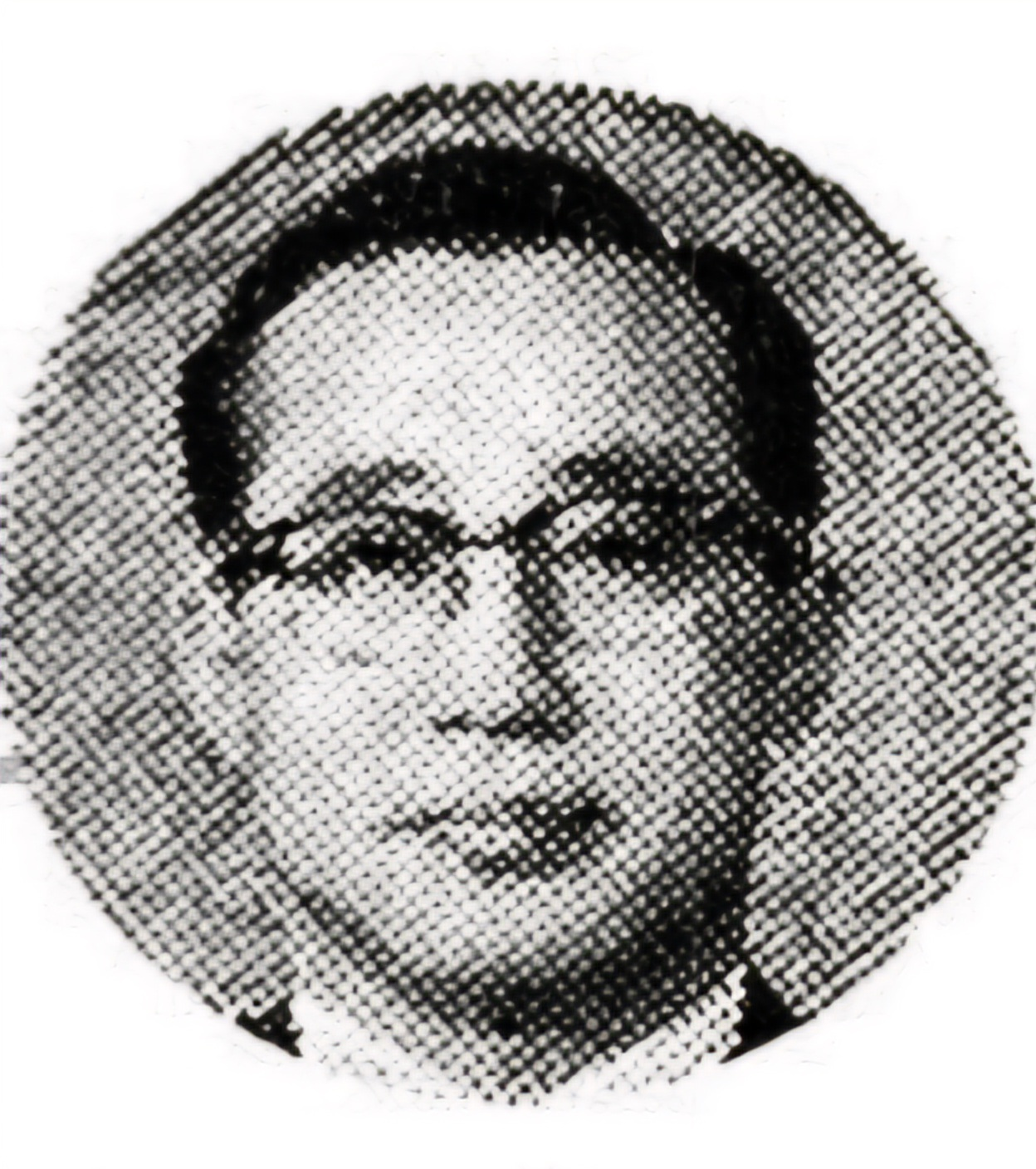
李承潤

李 承潤（イ・スンユン、1931年11月7日 - 2020年3月13日）は、大韓民国の政治家。仁川広域市出身。本貫は全州李氏。儒教を信仰。

## 来歴
仁川高等学校を卒業。1954年にソウル大学英文学科を卒業。1957年に米ミズーリ大学大学院で修士号を取得。1960年に米ウィスコンシン大学大学院で博士号を取得。1961年にソウル大学校商科大学助教授に就任。1964年に西江大学校経済学科に移り助教授を務め、後に教授に昇任。
1976年、維新政友会から政界入り。第9代、第10代、第13代、第14代の国会議員を務め、財務部長官（1980年-1982年）、民主正義党政策委員会議長、副総理兼経済企画院長官（1990年-1991年）、民主自由党政策委員会議長を歴任。民間では海外建設協会会長（1983年）、および錦湖アシアナグループ顧問を務めた。
2009年、韓日協力委員会の事務総長及び副会長として長期に亘り日韓間における政治、経済、文化における交流・相互理解の促進に貢献されたことが評価され、旭日大綬章を受章している。

## 参考資料
- 이승윤 - 大韓民国憲政会
- 이승윤 - 韓国行政研究院

| 公職        | 公職                                       | 公職             |
| ----------- | ------------------------------------------ | ---------------- |
| 先代 趙淳   | 大韓民国経済企画院長官 第34代：1990 - 1991 | 次代 崔珏圭 (ko) |
| 先代 金元基 | 大韓民国財務部長官 第27代：1980 - 1982     | 次代 羅雄培      |